# Nick Merico
Nick Merico (* 29. Dezember 1995 in Argentinien) ist ein argentinischer Schauspieler und Sänger.

## Leben
Nick Merico wurde in Argentinien geboren und lebt derzeit in Miami, Florida. Im Alter von 11 Jahren trat er in der Schule und an verschiedenen Veranstaltungen auf und gründete einen eigenen YouTube-Kanal. Er covert darin Songs von Bruno Mars oder Passenger. 
Seine erste Schauspielrolle hatte er in einer kleinen Gastrolle bei Charlie’s Angels im Jahre 2011. Merico erhielt 2013 die männliche Hauptrolle in der Nickelodeon-Jugendserie Emma, einfach magisch!, in der er von Januar 2014 bis Juli 2015 als Daniel Miller zu sehen war. 2014 veröffentlichte Merico seine erste Single If You Were My Girl, auf die weitere folgten. 

## Filmografie
- 2011: Charlie’s Angels (Fernsehserie, Episode 1x07)
- 2014–2015: Emma, einfach magisch! (Every Witch Way, Fernsehserie, 86 Episoden)
- 2015: Voll Vergeistert (The Haunted Hathaways, Fernsehserie, Episode 2x15)

## Diskografie
Singles
- 2014: If You Were My Girl
- 2015: Waves
- 2016: What You Gonna Say